# Агонас (1943 – 1946)
„Агонас“ (на гръцки: «Αγώνας», в превод Борба) е гръцки вестник, издаван нелегално в град Лерин в годините на окупацията през Втората световна война и непосредствено след нея.

## История
Вестникът започва да излиза в 1943 година. Орган е на Районния комитет на Комунистическата партия на Гърция. Спира в 1946 година.